# Nilgiripieper
De nilgiripieper  (Anthus nilghiriensis) is een soort zangvogel uit de familie piepers en kwikstaarten van het geslacht Anthus.

## Verspreiding en leefgebied
Deze soort is endemisch in zuidwestelijk India.